# Maison de l’Orient et de la Méditerranée
Die Maison de l’Orient et de la Méditerranée Jean-Pouilloux (MOM) ist eine Forschungsföderation mit Sitz an der Universität Lyon. Ihr Schwerpunkt ist die Geschichte des Mittelmeerraums und des Nahen Ostens seit Beginn der menschlichen Geschichte. Ihr Gründer im Jahr 1975 war Jean Pouilloux. Zu dieser Zeit hieß sie noch Maison de l’Orient méditerranéen ancien.
Um das riesige Forschungsfeld zu gliedern, entstanden vier Abteilungen, nämlich Histoire et sources des mondes antiques, Archéorient. Environnements et sociétés de l’orient ancien, Laboratoire Arar. Archéologie et Archéométrie sowie das Institut de Recherche sur l’Architecture Antique (Antenne de Lyon).
Beschäftigt sind dort (Stand: 2018) etwa 350 Archäologen, Historiker und Ephigraphiker, aber auch Chemiker und Geologen, Politologen und Architekten. Direktorin ist seit 2021/2023 Sabine Fourrier.